# Blue Moon (canción de Beck)
«Blue Moon» es una canción del músico estadounidense Beck, incluida en su álbum Morning Phase de 2014. Fue publicada como el primer sencillo del álbum el 20 de enero de 2014. La canción es el primer lanzamiento del músico en Capitol Records (después de dejar su anterior sello Geffen Records). Beck ha interpretado la canción en los programas Ellen y Saturday Night Live.

## Video musical
Ningún videoclip oficial fue creado para la canción; sin embargo, un video con audio de la canción fue creado para coincidir con el lanzamiento físico del sencillo.

## Recepción
La canción ha recibido comentarios positivos de los críticos. Kory Grow de Rolling Stone, comparando la melodía de la canción con el álbum Sea Change de 2002, describió a la canción como algo "nada más que desolado", así como "exuberante". Leonie Cooper de NME describió a la canción como "una de las cosas más fascinantes que Beck ha compuesto".

## Lista de canciones
Todas las canciones escritas y compuestas por Beck Hansen.
1. «Blue Moon» – 3:47

## Personal
- Beck Hansen – voz, guitarra acústica, bajo, piano, ukelele, charango, producción, escritor
- Joey Waronker – batería, percusión
- Roger Joseph Manning, Jr. - clavinet, coros

## Posición en las listas
| Lista (2014)                          | Posición máxima |
| ------------------------------------- | --------------- |
| Japan Hot 100 Singles                 | 36              |
| US Hot Modern Rock Tracks (Billboard) | 31              |
| US Rock Songs (Billboard)             | 30              |